# Колокольниці
Колокольниці (рос. Колокольницы) — присілок у Лодєйнопольському районі Ленінградської області Російської Федерації.
Населення становить 0 осіб. Належить до муніципального утворення Альоховщинське сільське поселення.

## Історія
Згідно із законом від 20 вересня 2004 року № 63-оз належить до муніципального утворення Альоховщинське сільське поселення.

## Населення
| 1910 | 1928 | 1958 | 1997 | 2007 | 2010 | 2014 |
| ---- | ---- | ---- | ---- | ---- | ---- | ---- |
| 238  | ↘233 | ↘95  | ↘0   | ↗9   | ↘0   | →0   |
| 2015 | 2016 |      |      |      |      |      |
| →0   | →0   |      |      |      |      |      |